# Ибн Хаджар аль-Хайтами
Абу-ль-‘Аббас Шихабудди́н А́хмад ибн Муха́ммад, известный как Ибн Ха́джар аль-Хайтами́ (араб. شهاب الدين أحمد بن محمد بن علي بن حجر الهيتمي‎; 1503, Эль-Хаятим, Гарбия, Египет — 1566, Мекка, Османская империя) — исламский учёный-богослов, хадисовед, историк, мутакаллим и правовед шафиитского мазхаба. Известен своими трудами по шафиитскому мазхабу, такими как: «Тухфат аль-мухтадж би шархи аль-минхадж» и «Аль-фатава аль-кубра аль-фикхия», которые считаются одними из важнейших книг по шафиитскому мазхабу и используются при издании фетв во многих исламских странах.

## Биография
Его полное имя Абу-ль-‘Аббас Шихабудди́н А́хмад ибн Муха́ммад ибн Муха́ммад ибн ‘Али́ ибн Ха́джар аль-Хайтами́ ас-Са‘ди аль-Макки аль-Ансари аш-Шафи‘и аль-Аш‘ари. Родился в 1503 году в местечке Абу Хайтам или Эль-Хаятим (Египет). Его отец умер рано и его воспитанием занялись два учителя его отца: Мухаммад ас-Сарави, известный как Ибн Абуль-Хамаиль и его ученик Шамсуддин Ахмад аш-Шанави. Ахмад аш-Шанави отправил Ибн Хаджара для начала обучения в Танту. В 1517 году он получил разрешение на обучение в Аль-Азхаре, где обучался под руководством учеников шейха аш-Шанави.

### Смерть
Умер в 1566 году и был похоронен на кладбище Джанна аль-Муалля (Мекка) рядом с Абдуллахом ибн аз-Зубайром.

## Богословская деятельность
Ибн Хаджара аль-Хайтами был известен великолепной памятью. Он был специалистом в области толкования Корана (тафсире), хадисоведении, каламе, фикхе, усуле, фуру’е, суфизме, а также в математике, грамматике, морфологии, логике, баяне и т. д.
Среди его учителей были ученики Ибн Хаджара аль-Аскаляни, среди которых был Закария аль-Ансари. В 1523 году Ибн Хаджар аль-Хайтами получил разрешение выносить фетвы.
Среди его учителей были такие известные богословы как:
- Абдуль-Хак ас-Синбати
- Шихабуддин Ахмад ар-Рамли
- Насыруддин ат-Таблави
- Абуль-Хасан аль-Бакри
- Шихабуддин ибн Наджджар аль-Ханбали и др[1].

Среди его учеников были такие известные богословы как:
- Абдуррахман ибн Умар аль-Амуди
- Малик аль-Мухаддисин Джамалуддин аль-Хинди
- Аль-Алляма Абус-Саадат
- Аль-Машаих аль-Бурхан ибн аль-Азаб
- Мулла Али аль-Кари и другие[1].

## Труды
В 1526 году он отправился в Мекку и прожил там год. Вернувшись из Мекки он написал сокращённый вариант «Матн ар-Рауза», а затем и комментарий к нему. В 1533 году он написал разъяснение на книгу «Изах» имама ан-Навави, затем книги «Шарх аль-Иршад» и «Шарх аль-‘Убаб».
После этого он написал комментарий к «Минхадж ат-Талибин» имама ан-Навави под названием «Тухфат аль-Мухтадж би шарх аль-Минхадж».
Помимо этого перу Ибн Хаджара аль-Хайтами принадлежат следующие сочинения:
- «Шарх-уль-Хамазиятиль Бусири»,
- «Фатхуль Мубин би шархи Арбаин ан-Навави»,
- «Саваику-м-Мухрика»,
- «Каффу-р-Ра’аъ»,
- «Аз-Заваджир»,
- «Насихат-уль-Мулюк»,
- «Шархуль Альфия»,
- «Ахкам фи Каватии Ислам»,
- «Тахзиру-с-Сикат»,
- «Шарх Кутату Салиха»,
- «Шарх Мухтасару Абиль Хасан»,
- «Шарх Мухтасару-р-Равза»,
- «Манакибу Аби Ханифа»,
- «Аль-Фатава аль-Фикхийя аль-Кубра»,
- «Аль-Фатава аль-Хадийсийя»,
- «Манхаджуль Кавим»,
- «Аль-Минахуль маккиййа фи шархи Хамзиййа»,
- «Аль-Джаухар аль-муназзам»[2].